# Гусеничный бронепоезд Буйена
Гусеничный бронепоезд Буйена — нереализованный проект гусеничного паровоза с вагонами и оружием, установленным на общую гусеницу. Бронепоезд был разработан в 1874 году Эдуардом Буйеном во Франции и является предшественником современного танка. Таким образом Буйен первым в истории соединил воедино двигатель, броню, гусеничный ход и вооружение.

## Описание конструкции
Корпус бронепоезда состоял из восьми секций, соединённых между собой многочисленными шарнирами. Бронепоезд имел всего одну гусеницу, по ширине равной корпусу. Поворот поезда происходил за счёт изгиба самой гусеницы, но на практике опробован не был. На бронепоезд устанавливались орудия, в общей сложности 12 пушек и 4 митральезы, а обслуживать орудия и сам бронепоезд должна была команда из 200 человек. Двигатель в 40 лошадиных сил, предусмотренный для машины, не смог бы сдвинуть эту конструкцию весом в 120 тонн. Скорость, которой рассчитывал достичь Буйен, составлялa 10 км/ч.

## Значение
Своему изобретению сам Буйен придавал большое значение:

Это изобретение экипажей, катящихся по подвижным поворачивающимся рельсам и проходящих по большим дорогам, полям и пустырям. Поставьте бронированную батарею на мою повозку, и вы получите самое грозное оружие войны, какое было когда-либо создано до сих пор.
Также он считал, что его орудие принесёт несомненную тактическую выгоду. И хотя Буйен запатентовал своё изобретение, проект по производству его бронепоезда был отклонён.